# 7307 Takei
7307 Takei este un asteroid din centura principală, descoperit pe 13 aprilie 1994, de Y. Shimizu și T. Urata.